# Gilberte Coston
Pour les articles homonymes, voir Coston.
Gilberte Coston, née Borie, est une éditrice et journaliste française née le 4 octobre 1911 à Paris et morte le 21 mai 2002 à Caen. 

## Biographie
Gilberte Coston anime un club national des lecteurs et dirige avec son mari le journaliste, écrivain et militant d'extrême droite, Henry Coston, la Librairie française (ouverte en 1952). Durant les années 1950, elle fonde et dirige le mensuel Club inter-presse dont le premier numéro fut lancé en juin 1951. En 1955, elle lance à Paris la revue Presse et Littérature (revue du club national des lecteurs) dont elle devient directrice-gérante.
Elle publie quelques ouvrages en collaboration avec son mari portant surtout sur le journalisme et contribue au Dictionnaire de la politique française de ce dernier.
Le 9 mars 1957, Henry Coston lance le premier numéro de la revue Lectures françaises au club national des lecteurs de son épouse.
En 1975, Gilberte Coston vend la Librairie française à Jean-Gilles Malliarakis.
Elle est inhumée, comme son mari, au cimetière de Bagneux. 
Gilberte Coston est une figure féminine méconnue de l'extrême droite française. Comme son mari, elle fut proche de Jacques Ploncard d'Assac, Paul Rassinier, Michel de Mauny et Pierre-Antoine Cousteau et des différentes personnalités gravitant autour de la Librairie française et des revues dirigées par Coston.

## Publications
- Gilberte et Henry Coston, L'A.B.C. du journalisme. Cours élémentaire en 30 leçons, Clubinter-presse, Paris, janvier 1952 pour la première édition ; 2e édition revue et corrigée, Clubinter-presse, numéro spécial de septembre 1952.
- Gilberte et Henry Coston, Tu seras journaliste ! La presse d'aujourd'hui, les règles générales du journalisme, la composition, le style, le sujet, la revue de la presse..., Paris, la Librairie française, 1955, 24 p.
- Gilberte et Henry Coston, Le Journalisme en trente leçons, Paris, la Librairie française, 1960, 240 p. (numéro spécial illustré de Lectures françaises de janvier 1960).